# Borboroides lindsayae
Borboroides lindsayae är en tvåvingeart som beskrevs av Mcalpine 2007. Borboroides lindsayae ingår i släktet Borboroides och familjen myllflugor. Inga underarter finns listade i Catalogue of Life.